# Bellevalia tabriziana
Bellevalia tabriziana är en sparrisväxtart som beskrevs av William Bertram Turrill. Bellevalia tabriziana ingår i släktet Bellevalia och familjen sparrisväxter. Inga underarter finns listade i Catalogue of Life.